# Büderich (Wesel)
Büderich is een plaats in het westen van de Duitse deelstaat Noordrijn-Westfalen, aan de linkeroever van de Rijn. De plaats is een Stadtteil van de stad Wesel en telde in 2011 5.949 inwoners.
In de 17e eeuw had de vesting van Büderich een Nederlandse bezetting in het kader van de Kleefse barrière.

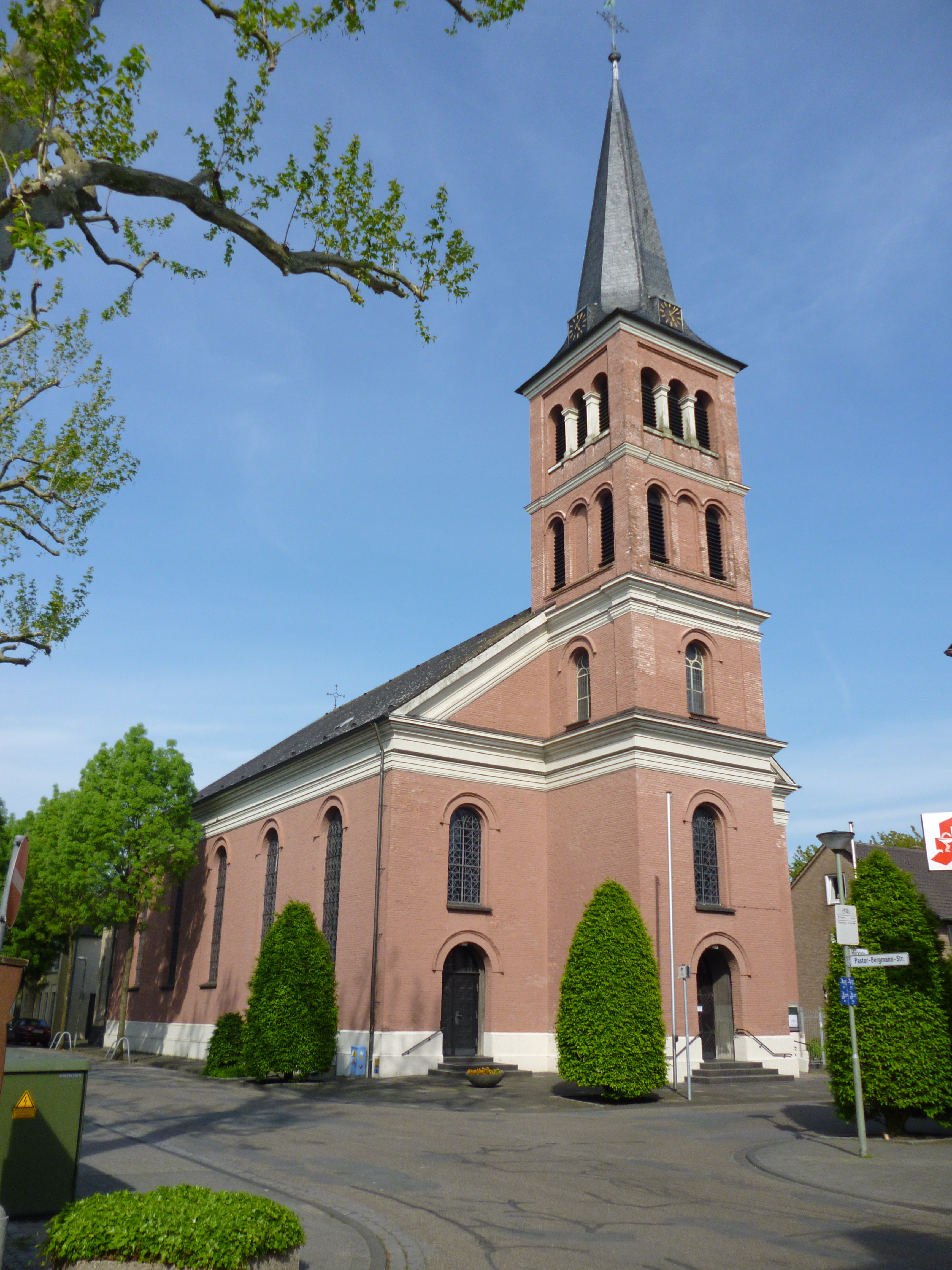
De St. Peterkerk in Büderich